# Édifice de l'Assemblée législative du Costa Rica
L'édifice de l'Assemblée législative du Costa Rica est un bâtiment abritant l'Assemblée legislative de 80 mètres de haut comportant 18 étages au-dessus du niveau du sol et quatre étages au sous-sol, situé dans la ville de San José, capitale du Costa Rica. Conçu par l'architecte Javier Salinas, le bâtiment a coûté plus de 149 122 807 $.

## Contexte
Jusqu'en octobre 2020, l'Assemblée législative avait son siège au bâtiment central (Edificio Central), situé entre l'Avenida Central et l'Avenida Primera entre le 15 et 17 de la rue, dans un bâtiment dont la construction a débuté en 1937, dans le but d'être la résidence présidentielle.

## Historique
La construction de l'édifice débute le 7 mars 2018 et est officiellement achevée en octobre 2020. Il est situé entre l'avenue centrale et la 15e rue, sur le côté sud de la Cour suprême des élections (es).
Comme pour l'ancien bâtiment de l'Assemblée, son emplacement dans le secteur de Cuesta de Moras sur l’Avenida Central fait que l’organe législatif est familièrement nommé sous le nom de « Cuesta de Moras ».
La construction d'un nouveau bâtiment était urgente en raison de la fin de la durée de vie du bâtiment précédent.